# Bomba de relojería
Bomba de relojería és una pel·lícula espanyola escrita i dirigida per Ramon Grau Vallès el 1997 i estrenada el 23 de juliol de 1998.

## Argument
Gerardo de portes enfora sembla un pare de família i marit exemplar, i així ho creu la sea pròpia família, però juntament amb Luca, un còmplice d’origen italià té una doble vida com a atracador de bancs. La vida de la família es trasbalsa quan Gerardo i el seu soci maten un guàrdia en un atracament fallit i cerquen aixopluc a la seva pròpiac asa. Ara tota la família és còmplice del crim sense proposar-s'ho.

## Estil "Undergrau"
Divertit joc de paraules amb el qual la premsa ha qualificat el tipus de cinema de Ramón Grau, entre el comercial i l'underground, basat en un argument actiu realitzat amb molt pocs diners, en pocs dies i amb la col·laboració d’actors coneguts. Fou rodada a Vilafranca del Penedès i Sant Martí Sarroca. del 22 de febrero de 1997 al 5 de març de 1997.

## Repartiment
| Personatge   | Actor              |
| ------------ | ------------------ |
| Luca         | Lorenzo Quinn      |
| Dolores      | Sílvia Tortosa     |
| Gerardo      | Joan Massotkleiner |
| Marta        | Eva Santolaria     |
| Sergio       | Lluís Ferrer       |
| Dani         | Biel Duran         |
| Yonkie       | Jemi Paretas       |
| Dra. Fuentes | Juncal Rivero      |
| Veïna        | Mercè Montalà      |
| Policia 1    | Magí Gausachs      |
| Policia 2    | Jordi Rabella      |